# Neosminthurus
Genre
Neosminthurus est un genre de collemboles de la famille des Sminthuridae.

## Liste des espèces
Selon Checklist of the Collembola of the World (version du 18 août 2019) :
- Neosminthurus amabilis Yosii, 1965
- Neosminthurus bakeri Snider, 1978
- Neosminthurus bellingeri Muzzio, 1984
- Neosminthurus clavatus (Banks, 1897)
- Neosminthurus gisini (Delamare Deboutteville & Massoud, 1964)
- Neosminthurus mirabilis (Yosii, 1965)
- Neosminthurus richardsi Snider, 1978
- Neosminthurus schalleri (Delamare Deboutteville & Massoud, 1965)

## Publication originale
- Mills, 1934 : A monograph of the Collembola of Iowa. Iowa Collegiate Press, Ames, p. 1-143.